# 樺太廳
樺太廳（日语：〔〕／ Karafuto chō */?）是大日本帝國為治理南樺太而設立的地方行政機關及行政區劃。日俄雙方於1905年簽訂《樸茨茅斯和約》，樺太島（俄羅斯稱薩哈林島；中國稱庫頁島）北緯50度線以南的部分成為日本的領土，包括海馬島、海豹島等附屬島嶼。最初由樺太民政署管理，直到1907年樺太廳成立。
（日语： Karafuto）一詞源自阿伊努語名稱「kamuy kar put ya mosir」，意思為神在河口（黑龍江）創造的島。

- 廣義上是指樺太島
- 狹義上特指南樺太

### 概述
日本政府與俄國政府於1855年簽訂日俄和親通好條約，明確規定千島群島的國界劃分；至於樺太島，則規定由日本與俄羅斯兩國共同管理，不另行劃定邊界，沿襲既有慣例。
樺太在1875年（明治8年）由日本政府與俄國政府簽訂的《樺太千島交換條約》中，成為俄國領土，並在科沙可夫設置了日本領事館。
然而，在1905年日俄戰爭中的樺太戰役，日本軍隊佔領了整個樺太，並於1905年7月31日實行軍事統治，但在8月19日解除軍事統治，並在內務省下設立了樺太民政署，最初本部設在北樺太的亞歷山德羅夫斯克，分支機構設在南樺太的科沙可夫（大泊）。
同年8月29日，在日俄和約會議上，俄國同意將南樺太割讓給日本，並於11月13日的樺太國境劃定會議上正式將北樺太歸還給俄國，因此本部遷至科沙可夫。
當地的行政工作由民政長官熊谷喜一郎負責，進行港灣設施建設、鐵路鋪設、確定當地居住的阿伊努人和俄國人的歸屬、與北海道之間的定期航線以及開發所需的人民戶籍和衛生等事宜。

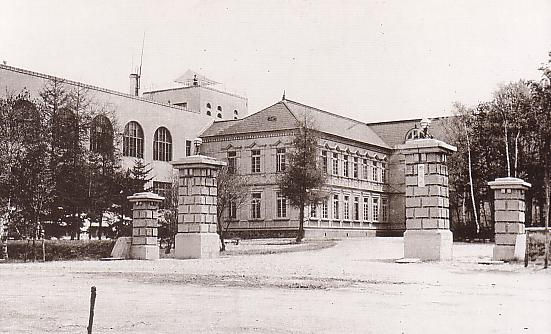
樺太廳舍

樺太廳成立於1907年（明治40年）4月1日，是根據日本在同年3月15日頒布的敕令第33號「樺太廳官制」所成立，樺太民政署因此被取代。廳舍最初是設於大泊，後於1908年8月13日遷至豐原（今南薩哈林斯克）。
1907年4月1日《關於在樺太施行的法令》（明治40年法律第25號）開始施行，內地的法律得以通過勅令施行於樺太。同年的《關於在樺太施行司法相關法律》（明治40年勅令第94號），內地的裁判所(法院)構成法、民法及商法適用於樺太。1918年4月17日公布之《共通法》第一條為：「於本法所稱地域，是指內地、朝鮮、臺灣，又关东州；前項之內地，包含樺太。」
1942年11月1日，樺太廳由拓務省改為隸屬於內務省之下。1943年4月1日施行《明治40年法律第25號廢止法律》，樺太開始採取原則上與內地相同的法制，自此完全編入內地。而在此之前是以「準內地」型態處理之外地。
1945年8月11日，蘇聯入侵南樺太，並在同月底佔領全區。之後日本將樺太廳的機能轉移到日本外務省，並且根據1949年6月1日施行的國家行政組織法廢除樺太廳。
1951年9月8日，日本簽訂《舊金山和約》，放棄在1905年9月5日取得的南樺太以及鄰近各島嶼的一切權利、權利名義與要求，並於1952年4月28日生效。然而和約中沒有指明此地歸於哪國，並且蘇聯沒有在合約上簽字，後續也沒有簽訂涉及領土移轉的條約，因此日本認為南樺太的主權歸屬至今在國際法上仍未有定論。

## 歷史
- 1905年（明治38年）9月5日

日俄戰爭勝利後簽訂《朴茨茅斯條約》，北緯50度以南的樺太島（南樺太）歸屬日本，設立行政機關「樺太民政署」。
- 1906年（明治39年）12月

開通大泊（科沙可夫）至豐原（弗拉基米羅夫卡）間的軍用輕便鐵道，翌年起對一般客貨開放營業。
- 1907年（明治40年）4月1日
  - 根據「樺太廳官制」（明治40年3月15日敕令第33號），樺太民政署進一步發展為樺太廳。
  - 施行《樺太施行法令相關法律》（明治40年法律第25號），內地法律通過敕令適用於樺太。與台灣、朝鮮不同，樺太不設委任立法制度，為緩解法律不適合當地情況的不便，允許對特定事項以敕令特別規定。同時根據「樺太施行司法相關法律」（明治40年敕令第94號），裁判所(法院)構成法、民法、商法適用於樺太，制度與內地一致。
  - 頒布《樺太礦業令》。
- 1908年（明治41年）1月

設立樺太廳鐵道事務所。
- 1908年（明治41年）3月31日

內務省告示將地名改為日語式漢字表記。
- 1909年（明治42年）

樺太廳頒布「部落總代規定」，在主要83個部落設置相當於町村長的總代負責行政事務。
- 1911年（明治44年）

  - 三井合名公司獲得樺太國有林的伐採權，並派出森林調查隊對全島進行調查。
  - 12月，大泊至榮濱之間的普通鐵道開通。
- 1912年（明治45年）2月

為保護島內資源，頒布《樺太國有森林原野產物特別處分令》，規定只有在樺太設有工廠或計畫建設工廠者才能購買原料。
- 1913年（大正2年）

廢除樺太守備隊，之後由國境警察隊負責邊境警備。
- 1914年（大正3年）11月

三井在大泊開設島內首座紙漿工廠。
- 1915年（大正4年）
  - 5月 - 大川平三郎創辦樺太工業。
  - 6月26日 - 根據敕令第101號《樺太郡町村編制相關規定》，設立17郡4町58村。
- 1916年（大正5年）4月
  - 小池國三在落合設立日本科學紙業工廠。
- 1918年（大正7年）

《共通法》（大正7年法律第39號）規定樺太為內地的一部分，因其民法已適用於樺太，實際上視為內地。
- 1920年（大正9年）
  - 5月1日 - 頒布大正9年敕令第124號《樺太施行法律特例相關條例》，統一規範此前內地法律在樺太適用時涉及的地方性或民族性特例。此條例後於1926年經修正更名為《樺太施行法律特例》。
- 1922年（大正11年）
  - 4月1日 - 施行《樺太地方制度相關法律》（大正10年法律第47號）及其細則《樺太町村制》（大正11年敕令第8號），廢止「部落總代規定」。
- 1923年（大正12年）
  - 5月1日 - 稚泊連絡船正式通航。
  - 8月2日-8月7日

詩人兼作家宮澤賢治訪問樺太，登陸大泊並前往榮濱，回程途經豐原。
- 1924年（大正13年）8月1日

樺太開始施行徵兵制度（依據大正13年敕令第125號《徵兵令於樺太施行相關條例》）。
- 1925年（大正14年）

昭和天皇進行「樺太行啓」。
- 1928年（昭和3年）9月

東西橫斷鐵道開通。
- 1929年（昭和4年）
  - 隨著拓務省的設置，樺太廳被劃入拓務省管轄。
  - 3月26日 - 頒布《樺太町村制》，在町村實行自治制度。
- 1932年（昭和7年） 12月14日
敕令第373號公布，隔年起施行，樺太阿伊努人將能夠擁有本籍，並可根據命令進行定籍處理。
- 1934年（昭和9年） 12月
樺太大泊郡深海村與北海道宗谷郡猿拂村之間的海底電纜和中繼站設置完成，與本州間的電話通訊開通。
- 1937年（昭和12年）7月1日
  - 根據《樺太市制》，豐原町升格為市，成為豐原市。
- 1938年（昭和13年）
  - 1月3日 - 女演員岡田嘉子與編劇杉本良吉一起越境至北樺太尋求庇護，後因間諜嫌疑被蘇聯當局逮捕，杉本遭槍決（事件發生於大清洗期間）。
  - 制定樺太島歌
- 1939年（昭和14年）
  - 制定《國境取締法》，禁止在無特殊理由下接近樺太國境。
  - 5月23日 - 在上敷香設立樺太混成旅團。
- 1942年（昭和17年）11月1日

隨拓務省廢止及大東亞省設置，樺太廳被劃歸內務省管轄。
- 1943年（昭和18年）
  - 4月1日 - 廢止《樺太施行法令相關法律》，樺太完全編入內地。然而，附則規定原有的特例條文仍然有效。樺太與北海道共同被劃為「北海地方」。
  - 11月 - 在豐原市及周邊地區新設第30警備隊，負責南部防衛任務。
- 1945年（昭和20年）
  - 2月28日 - 以樺太混成旅團為基礎，加強步兵第306聯隊及迫擊炮1個大隊，組建第88師團，駐紮豐原。
  - 4月以降日本銀行豐原事務所開設
  - 6月15日 - 設立豐原海軍武官府。
  - 8月9日 - 蘇聯單方面撕毀《日蘇中立條約》並開始進攻（即蘇聯對日作戰與樺太戰役，為日本本土最後的地面戰）。
  - 8月20日 - 發生真岡郵便電信局事件。
  - 8月22日 - 發生三船殉難事件。
  - 8月24日 - 稚泊連絡船運行休止。

## 樺太歷任首長

### 民政長官
| 任次 | 肖像 | 姓名 (生–卒)           | 在任時間      | 在任時間      | 備註  |
| ---- | ---- | ---------------------- | ------------- | ------------- | ----- |
| 1    |      | 熊谷喜一郎 (1866–1949) | 1905年7月28日 | 1908年4月24日 | [ b ] |

### 樺太廳長官
| 任次 | 肖像 | 姓名 (生–卒)           | 在任時間       | 在任時間       | 備註                            |
| ---- | ---- | ---------------------- | -------------- | -------------- | ------------------------------- |
| 1    |      | 楠瀨幸彥 (1858–1927)   | 1907年4月1日   | 1908年4月24日  |                                 |
| 2    |      | 床次竹二郎 (1866–1935) | 1908年4月24日  | 1908年6月12日  |                                 |
| 3    |      | 平岡定太郎 (1863–1942) | 1908年6月12日  | 1914年6月5日   |                                 |
| 4    |      | 岡田文次 (1874–1943)   | 1914年6月5日   | 1916年10月9日  |                                 |
| 5    |      | 昌谷彰 (1870–1946)     | 1916年10月9日  | 1919年4月17日  |                                 |
| 6    |      | 永井金次郎 (1874–1927) | 1919年4月17日  | 1924年6月11日  |                                 |
| 7    |      | 昌谷彰 (1870–1946)     | 1924年6月11日  | 1926年8月5日   |                                 |
| 8    |      | 豐田勝藏 (1882–1939)   | 1926年8月5日   | 1927年7月27日  |                                 |
| 9    |      | 喜多孝治 (1878–1934)   | 1927年7月27日  | 1929年7月9日   |                                 |
| 10   |      | 縣忍 (1881–1942)       | 1929年7月9日   | 1931年12月17日 |                                 |
| 11   |      | 岸本正雄 (1881–1963)   | 1931年12月17日 | 1932年7月5日   |                                 |
| 12   |      | 今村武志 (1880–1960)   | 1932年7月5日   | 1938年5月7日   | 後為宮城縣仙台市長（1942–1946） |
| 13   |      | 棟居俊一 (1893–1954)   | 1938年5月7日   | 1940年4月9日   |                                 |
| 14   |      | 小河正儀 (1894–1977)   | 1940年4月9日   | 1943年7月1日   |                                 |
| 15   |      | 大津敏男 (1893–1958)   | 1943年7月1日   | 1945年12月30日 |                                 |

### 附註
1. ↑   擔任樺太首長的職務至1907年3月31日，而在樺太廳成立後，首長角色改由樺太廳長官接任，熊谷喜一郎續任民政長官至1908年4月24日。
2. ↑  
  - 根據1905（明治38）年5月6日《占領地民政署職員相關敕令》（敕令第156號）
設立民政長官等職位
  - 熊谷喜一郎於7月28日就任民政長官
  - 樺太民政署於8月28日正式成立
3. ↑  原福島縣知事。
4. ↑  原栃木縣知事。
5. ↑  改任警視總監。
6. ↑  原埼玉縣知事。
7. ↑  原北海道小樽區長。
8. ↑  原福井縣知事。
9. ↑  原臺南州知事。
10. ↑  原內務省復興局（日语：復興局 (内務省)）整地部長。
11. ↑  原朝鮮總督府內務局（日语：朝鮮総督府内務局）長。
12. ↑  原拓務省管理局長。
13. ↑  原三重縣知事。
14. ↑  原埼玉縣知事。

## 行政區域

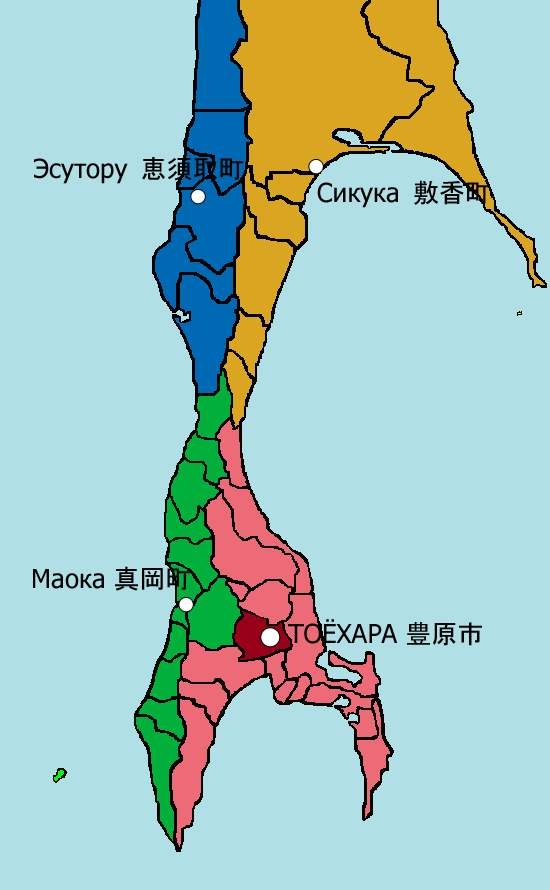
行政區域（4支廳時期）

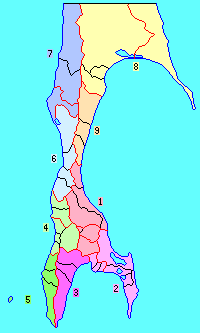
九支廳時期（1.豐原支廳 2.大泊支廳 3.留多加支廳 4.真岡支廳 5.本斗支廳 6.泊居支廳 7.鵜城支廳 8.敷香支廳 9.元泊支廳）

在1945年8月時，樺太廳轄有42個市町村（1市12町29村）、10個郡、以及4個支廳協助分擔樺太廳在各地的業務。
- 豐原支廳
  - 豐原市
  - 豐榮郡：豐北村 - 川上村 - 落合町 - 榮濱村 - 白縫村
  - 大泊郡：大泊町 - 千歲村 - 深海村 - 長濱村 - 遠淵村 - 富內村 - 知床村
  - 留多加郡：留多加町 - 三鄉村 - 能登呂村
- 真岡支廳
  - 本斗郡：本斗町 - 內幌町 - 好仁村 - 海馬村
  - 真岡郡：真岡町 - 廣地村 - 蘭泊村 - 清水村 - 野田町 - 小能登呂村
  - 泊居郡：泊居町 - 名寄村 - 久春內村
- 惠須取支廳
  - 惠須取郡：珍內町 - 鵜城村 - 惠須取町 - 塔路町
  - 名好郡：名好町 - 西柵丹村
- 敷香支廳
  - 元泊郡：元泊村 - 帆寄村 - 知取町
  - 敷香郡：泊岸村 - 內路村 - 敷香町 - 散江村

### 沿革
| 時間       | 行政劃分 | 行政劃分   | 行政劃分 | 行政劃分 | 行政劃分 | 行政劃分 | 行政劃分 | 行政劃分 | 行政劃分 | 行政劃分   | 行政劃分   |
| ---------- | -------- | ---------- | -------- | -------- | -------- | -------- | -------- | -------- | -------- | ---------- | ---------- |
| 1907年4月  | 大泊支廳 | 大泊支廳   | 豐原支廳 | 豐原支廳 | 豐原支廳 | 豐原支廳 | 豐原支廳 | 真岡支廳 | 真岡支廳 | 真岡支廳   | 真岡支廳   |
| 1908年4月  | 大泊支廳 | 大泊支廳   | 豐原支廳 | 豐原支廳 | 豐原支廳 | 敷香支廳 | 敷香支廳 | 真岡支廳 | 真岡支廳 | 真岡支廳   | 名好支廳   |
| 1913年6月  | 大泊支廳 | 大泊支廳   | 豐原支廳 | 豐原支廳 | 豐原支廳 | 敷香支廳 | 敷香支廳 | 真岡支廳 | 真岡支廳 | 久春內支廳 | 久春內支廳 |
| 1913年10月 | 大泊支廳 | 大泊支廳   | 豐原支廳 | 豐原支廳 | 豐原支廳 | 敷香支廳 | 敷香支廳 | 真岡支廳 | 真岡支廳 | 泊居支廳   | 泊居支廳   |
| 1922年10月 | 大泊支廳 | 留多加支廳 | 豐原支廳 | 豐原支廳 | 元泊支廳 | 元泊支廳 | 敷香支廳 | 本斗支廳 | 真岡支廳 | 泊居支廳   | 鵜城支廳   |
| 1924年12月 | 大泊支廳 | 大泊支廳   | 豐原支廳 | 豐原支廳 | 元泊支廳 | 元泊支廳 | 敷香支廳 | 本斗支廳 | 真岡支廳 | 泊居支廳   | 泊居支廳   |
| 1937年7月  | 大泊支廳 | 大泊支廳   | 豐榮支廳 | 豐原市   | 元泊支廳 | 元泊支廳 | 敷香支廳 | 本斗支廳 | 真岡支廳 | 泊居支廳   | 泊居支廳   |
| 1940年1月  | 大泊支廳 | 大泊支廳   | 豐榮支廳 | 豐原市   | 元泊支廳 | 元泊支廳 | 敷香支廳 | 本斗支廳 | 真岡支廳 | 泊居支廳   | 惠須取支廳 |
| 1942年11月 | 豐原支廳 | 豐原支廳   | 豐原支廳 | 豐原支廳 | 敷香支廳 | 敷香支廳 | 敷香支廳 | 真岡支廳 | 真岡支廳 | 真岡支廳   | 惠須取支廳 |
| 1949年6月  | 廢除     | 廢除       | 廢除     | 廢除     | 廢除     | 廢除     | 廢除     | 廢除     | 廢除     | 廢除       | 廢除       |

## 政府機構與官員

### 裁判所

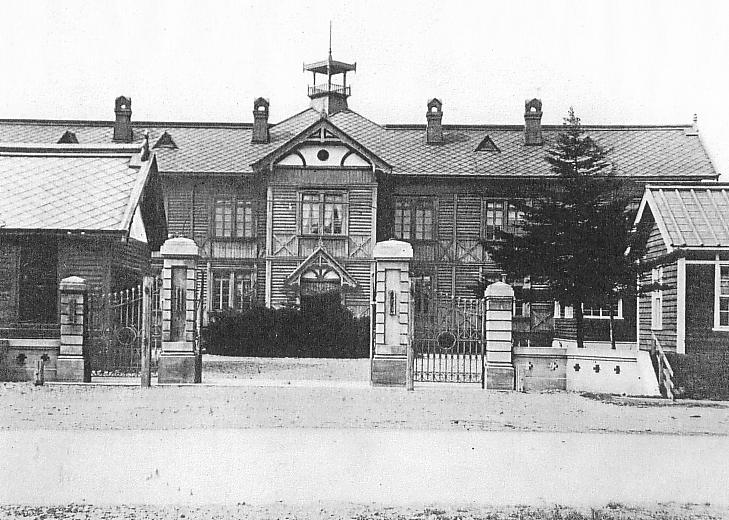
樺太地方裁判所

昭和14年（1939年）當時
- 樺太地方裁判所
- 豐原區裁判所
- 真岡區裁判所
- 知取區裁判所

### 刑務所
昭和16年（1941年）當時
- 樺太刑務所
- 樺太刑務所真岡刑務支所

### 警察

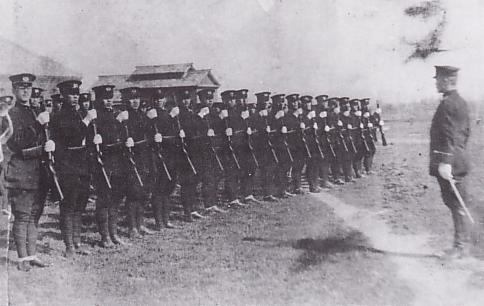
裝備騎槍並接受軍事訓練的樺太廳警察官（國境警察隊）

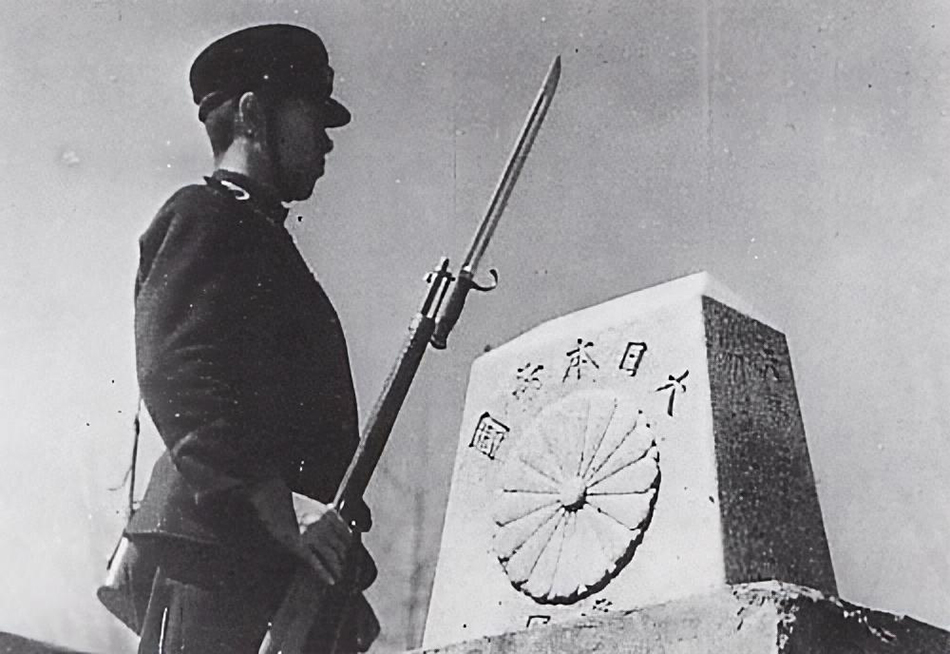
北緯50度線的國境標石與日本國境警察

昭和16年（1941年）當時
- 樺太廳警察部
  - 豐原警察署
  - 落合警察署
  - 元泊警察署
  - 知取警察署
  - 敷香警察署
  - 大泊警察署
  - 留多加警察署
  - 本斗警察署
  - 真岡警察署
  - 野田警察署
  - 泊居警察署
  - 惠須取警察署

### 醫療
昭和14年（1939年）當時設有：
- 樺太廳豐原醫院
- 樺太廳大泊醫院
- 樺太廳真岡醫院

### 税務
昭和14年（1939年）當時並沒有太多紀錄

#### 關税
- 函館税關大泊稅關支署
- 函館税關真岡稅關支署

## 教育

### 高等教育機關與學校
- 樺太醫学專門學校（日语：樺太医学専門学校 (旧制)）
- 樺太師範學校（日语：樺太師範学校）
- 樺太青年師範學校（日语：樺太青年師範学校）
- 樺太廳大泊高等女學校
- 樺太廳豐原高等女學校（日语：樺太庁豊原高等女学校）
- 樺太廳眞岡高等女學校
- 樺太廳泊居高等女學校

### 中等教育學校
- 樺太廳豐原中學校
- 樺太廳大泊中學校（日语：樺太庁大泊中学校）
- 樺太廳真岡中學校
- 樺太廳敷香中學校

## 交通

### 鐵道
隨著島內產業的活躍化，木材與煤炭的迅速運輸成為緊急課題，以下的鐵路線被鋪設：
- 鐵道省樺太鐵道局（1943年4月併入樺太廳鐵道，1943年11月起由運輸通信省管轄）
  - 樺太東線：大泊港站 - 古屯站（414.4公里）：支線 落合站 - 榮濱站（10.3公里）：貨物線 榮濱站 - 榮濱海岸站（1.8公里）
  - 豐真線：小沼站 - 手井站（76.2公里）
  - 川上線：小沼站 - 川上炭山站（21.9公里）
  - 樺太西線：本斗站 - 久春內站（170.1公里）：貨物線 本斗站 - 濱本斗站（1.3公里）：貨物線 真岡站 - 濱真岡站（1.8公里）
- 南樺鐵道線：新場站 - 留多加站（18.6公里）
- 南樺太炭礦鐵道株式會社線（帝國燃料興業會社內幌線）：本斗站 - 內幌炭山站（16.4公里）
- 帝國燃料興業會社內淵線：大谷站 - 內淵站（23.2公里）

### 道路
1932年依樺太廳告示，廳道以下之道路線如下。
- 大泊國境線
- 本斗安別線
- 豐原真岡線
- 豐原留多加線
- 唐松皆岸線
- 大泊中知床岬線
- 大泊富内線
- 新場西能登呂岬線
- 留多加蘭泊線
- 本斗西能登呂岬線
- 榮濱中知床岬線
- 榮濱山中線
- 真縫久春内線
- 敷香内路線
- 敷香上敷香線
- 敷香北知床岬線
- 遠内北知床岬線
- 大豐遠節線
- 小里小原線
- 内路惠須取線
- 惠須取来知志線
- 落合野田線
- 多蘭内大豊上流線

### 航路
- 由於是島，因此與北海道之間的物資與人員運輸主要依賴船舶進行，作為定期航線。例如：
  - 小樽 - 敷香
  - 稚内 - 大泊（稚泊航路）
  - 稚内 - 本斗（稚斗航路）

#### 港湾
- 樺太西岸航路
  - 小樽惠須取線
    - 小樽港 - 真岡港 - 野田港 - 泊居港 - 惠須取港

  - 伏木函館安別線
    - 函館港 - 小樽港 - 海馬島 - 武意泊港 - 内幌港 - 本斗港 - 真岡港 - 蘭泊港 - 野田港 - 泊居港 - 名寄港 - 久春内港 - 牛毛港 - 萠菱港 - 留久志港 - 珍内港 - 園度港 - 鵜城港 - 惠須取港 - 名好港 - 安別港
- 樺太東岸航路
  - 小樽知取敷香急行便
    - 小樽港 - 榮濱港 - 元泊港 - 知取港 - 内路港 - 敷香港

  - 函館能登線
    - 函館港 - 小樽港 - 大泊港 - 富内港 - 野寒港 - 栄浜港 - 白浦港 - 真縫港 - 登帆港 - 元泊港 - 知取港 - 新問港 - 泊岸港 - 内路港 - 敷香港 - 野頃港 - 能登港 - 海豹島

## 神社

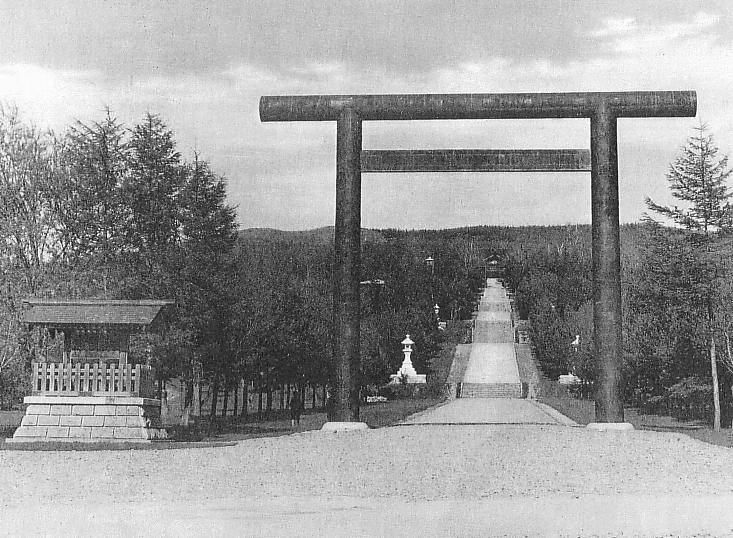
樺太神社

- 樺太神社
- 豐原神社
- 落合神社
- 樺太護國神社
- 亞庭神社
- 真岡神社
- 惠須取神社
- 知取神社
- 敷香神社

## 統計
昭和10年國勢調查結果報告（1935年）
|            | 人口 (人) |
| ---------- | --------- |
| 總數       | 331,943   |
| 內地人     | 320,689   |
| 土人       | 1,949     |
| 外地人     | 8,842     |
| 朝鮮人     | 8,841     |
| 臺灣人     | 1         |
| 外國人     | 463       |
| 滿洲國人   | 11        |
| 中華民國人 | 194       |
| 舊俄羅斯人 | 201       |
| 德國人     | 7         |
| 波蘭人     | 50        |

| 支廳     | 人口 (人) | 人口 (人) | 人口 (人) | 人口 (人) | 人口 (人) |
| 支廳     | 內地人    | 土人      | 外地人    | 外國人    | 計        |
| -------- | --------- | --------- | --------- | --------- | --------- |
| 豐原支廳 | 64,787    | 276       | 694       | 101       | 65,858    |
| 大泊支廳 | 61,366    | 140       | 300       | 121       | 61,927    |
| 本斗支廳 | 22,932    | 19        | 251       | 21        | 23,223    |
| 真岡支廳 | 48,353    | 447       | 385       | 16        | 49,201    |
| 泊居支廳 | 56,928    | 412       | 3,601     | 90        | 61,031    |
| 元泊支廳 | 25,327    | 33        | 1,147     | 37        | 26,544    |
| 敷香支廳 | 40,996    | 622       | 2,464     | 77        | 44,159    |
| 樺太廳   | 320,689   | 1,949     | 8,842     | 463       | 331,943   |

| 地方   | 人口 (人) |
| ------ | --------- |
| 樺太   | 100,853   |
| 北海道 | 86,376    |
| 東北   | 76,698    |
| 其他   | 53,762    |
| 總數   | 320,689   |

| 支廳     | 人口 (人)     | 人口 (人)         | 人口 (人)        | 人口 (人)      | 人口 (人)      | 人口 (人)       | 人口 (人) |
| 支廳     | 阿伊努人 Ainu | 鄂羅克人 Orotsuko | 尼夫赫人 Nikubun | 鄂温克人 Kīrin | 烏爾奇人 Sandā | 雅庫特人 Yakūto | 計        |
| -------- | ------------- | ----------------- | ---------------- | -------------- | -------------- | --------------- | --------- |
| 豐原支廳 | 276           | 0                 | 0                | 0              | 0              | 0               | 276       |
| 大泊支廳 | 138           | 0                 | 0                | 2              | 0              | 0               | 140       |
| 本斗支廳 | 19            | 0                 | 0                | 0              | 0              | 0               | 19        |
| 真岡支廳 | 447           | 0                 | 0                | 0              | 0              | 0               | 447       |
| 泊居支廳 | 412           | 0                 | 0                | 0              | 0              | 0               | 412       |
| 元泊支廳 | 32            | 1                 | 0                | 0              | 0              | 0               | 33        |
| 敷香支廳 | 180           | 299               | 110              | 22             | 9              | 2               | 622       |
| 樺太廳   | 1,504         | 300               | 110              | 24             | 9              | 2               | 1,949     |

## 外部連結
- 库页岛（桦太岛）：日本人的痛苦记忆与怀念